# Hecyra marmorata
Hecyra marmorata är en skalbaggsart som beskrevs av Stefan von Breuning 1972. Hecyra marmorata ingår i släktet Hecyra och familjen långhorningar. Inga underarter finns listade i Catalogue of Life.